# مكتبة الأوقاف (السليمانية)
مكتبة الأوقاف أو مكتبة الأوقاف المركزية هي مكتبة وقفية تقع في السليمانية.

## تاريخ المكتبة
يعود تأريخ المكتبة إلى عهد إبراهيم باشا.

## المقتنيات
مقتنيات المكتبة أتت بأصل من الجامع الكبير وعمر مخزونها يتجاوز الست قرون.